# Гибралтар на Европском првенству у атлетици у дворани 1986.
Гибралтар је учествовао на 27. Европском првенству у дворани 1986 одржаном у Мадриду, Шпанија, од 22. до 23. фебруара. Ово је било прво Европско првенство у дворани на којем је Гибралтар учествовао. Репрезентацију Гибралтара представљао је један такмичар који се такмичио у трци на 800 метара.
На овом првенству представник Гибралтара није освојио ниједну медаљу али је оборио национални рекорд.

## Учесници
Мушкарци:
- Авелино Балдачино — 800 м

## Резултати

### Мушкарци
| Атлетичар         | Дисциплина | Лични рекорд | Квалификације | Квалификације | Полуфинале           | Полуфинале           | Финале               | Финале  | Детаљи |
| Атлетичар         | Дисциплина | Лични рекорд | Резултат      | Место         | Резултат             | Место                | Резултат             | Место   | Детаљи |
| ----------------- | ---------- | ------------ | ------------- | ------------- | -------------------- | -------------------- | -------------------- | ------- | ------ |
| Авелино Балдачино | 800 м      |              | 2:00,28 НР    | 5. у гр. 2    | Није се квалификовао | Није се квалификовао | Није се квалификовао | 19 / 19 |        |